# Espacio compartido

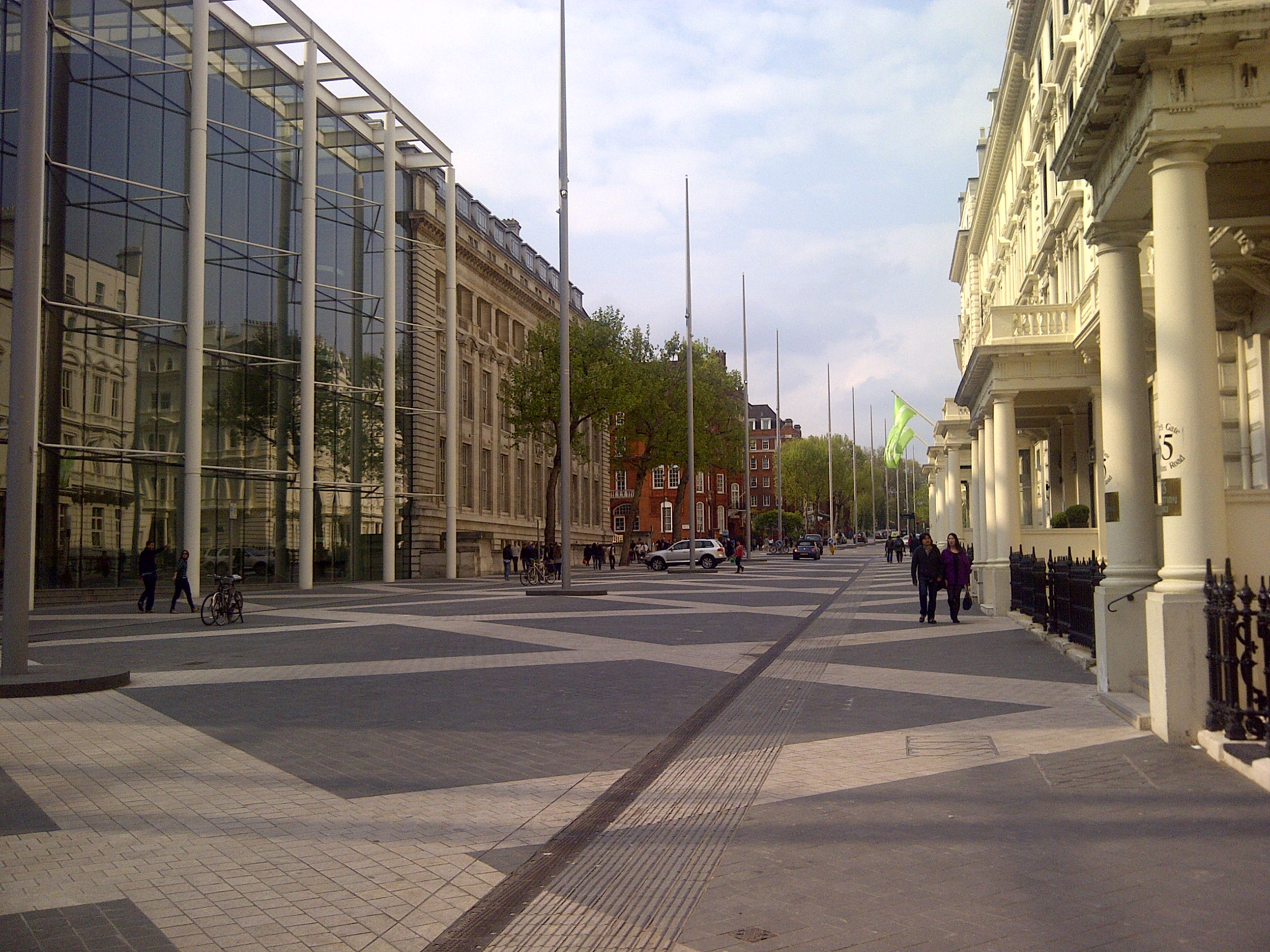
Zona de espacio compartido en South Kensington

Las  Calles Compartidas , también llamadas  Espacio compartido, o Superficie Compartida, es una teoría relativa a la organización del tráfico consistente en eliminar la separación tradicional entre automóviles, peatones y otros usuarios. El objetivo es mejorar la seguridad vial forzando a usuarios a interactuar con otras personas en su camino por áreas compartidas circulando a velocidades apropiadas y con la consideración suficiente para con los otros. El término espacio compartido fue acuñado por Ben Hamilton-Baillie en 2003 e introducido y adaptado al español como Calles Compartidas en un manual publicado por dérive lab en 2015. 
Esta concepción está basada en la observación de que el comportamiento de los individuos en el tráfico mejora en un espacio público compartido; Esta organización del tráfico prescinde de los dispositivos de control de tráfico convencionales (señales, signos, líneas, etc.) y otras complejas regulaciones. Esta concepción fue diseñada y promovida por Hans Monderman.
El Espacio compartido es también el nombre de un proyecto europeo (dentro del programa interregional IIIB-MAR-DEL-NORTE) que desarrolla la nueva política y métodos para el diseño de espacios públicos. Hans Monderman era el jefe del proyecto hasta su muerte en 2008.

## La Filosofía
La seguridad, la congestión, la vitalidad económica puede ser solucionadas si las calles y otros espacios públicos son diseñados y gestionados para permitir que tráfico se integre con las actividades humanas, no segregando el tráfico de las personas. Una característica principal de una calle diseñada según esta filosofía es la ausencia de marcas tradicionales del camino, signos, señales de tráfico y la desaparición de la distinción entre acera y la calzada. El tráfico de los usuarios se hace fluido y está motivado por las interacciones naturales humanas y no según una regulación naturalmente humana.